# Mladen Šutej
Mladen Šutej (Zagreb, 26. listopada 1945. – Zagreb, 2. listopada 2023.), bio je hrvatski jedriličar. S prvom svojom jedrilicom Hir 2, usidrenoj u Žurkovu kod Rijeke, trenirao je od 1974. po Riječkom i Kvarnerskom zaljevu, a s njom je objedrio i Jadran nekoliko puta. Prvi svoj veći projekt poduzeo je nekoliko godina kasnije nakon što je 1979. kupio u Italiji desetmetarsku jedrilicu CAT 34, i nazvavši je Hir 3. Iz lučice na Žurkovu otisnuo se 1982. na opasan put preko Atlantika do Karipskih otoka i Floride. Ukupno je na putu do Amerike i natrag proveo godinu dana.
Istom jedrilicom, Mladen Šutej je u pratnji Ozrena Bakrača osvojio 1989. Rt Horn i posjetio Alacaluf Indijance, a vraćao se preko Tihog i Indijskog oceana i kroz Crveno more.
Nakon povratka, s nekoliko prijatelja 1993. godine osniva Hrvatski oceanski jedriličarski klub. U pripremi za projekt Ekspedicija Arktik-Antarktika za 10 mjeseci u suradnji sa 700 osoba u brodogradilištu Kraljevica izgradio je i opremio jedrilicu Hrvatska čigra. Plovidbu započinje 1994., koja je trajala 37 mjeseci nakon čega se vraća u Biograd.
Šutej po povratku vodi klub i brine o Čigri s kojom će od 2000. – 2002. poduzeti putovanje Čigrom oko svijeta. Put je podijeljen na 25 etapa, a u jedrenju je sudjelovalo 183 osoba.
Mladen Šutej je 6 puta prejedrio Atlantik, i to prvi puta sam; dva puta Pacifik (jednom opet sam), jednom Indijski ocean, tri puta Labradorsko more. Dvaput je oplovio Rt Horn i jednom Rt Dobre Nade.
O svojim plovidbama napisao je šest knjiga, mnoge reportaže, i snimio i realizirao u suradnji s televizijom 35 dokumentarnih emisija.
O privatnom životu može se reći da se dvaput ženio i ima dvoje djece, starijeg sina Gorana rođenog 1976. i kćerku Anu rođenu 1995.
Godine 2014. jedrilicu Hir 3 otkupio je Saša Fegić, oplovivši na njoj svijet od 2018. do 2020. godine.

## Vanjske poveznice
- Morsko Prase - Razgovori (7.dio): Mladen Šutej  Arhivirana inačica izvorne stranice od 1. srpnja 2010. (Wayback Machine)